# …and the Beat Goes On!
…and the Beat Goes On! (с англ. — «…И ритм продолжается!») — дебютный альбом группы Scooter, вышедший 3 марта 1995 года, который включает в себя четыре сингла — «Hyper Hyper», «Move Your Ass!», «Friends» и «Endless Summer» (а также би-сайд «Cosmos», прежде изданный на сингле «Vallée de larmes»). Запись альбома и синглов происходила в студии «Ambience». Все треки на альбоме смиксованы, а паузы между ними заполнены «шумом толпы». На виниловой пластинке этот эффект отсутствует.
- Номер в каталоге Edel: 006096-2CLU
- Формат: CD
- Страна: Германия

## Список композиций
Музыка, слова, аранжировка — Эйч Пи Бакстер, Рик Джордан, Феррис Бюллер, Йенс Теле. Текст — Эйч Пи Бакстер.
1. Different Reality (5:33) (Необычная реальность)
2. Move Your Ass! (5:38) (Двигай попой!)
3. Waiting For Spring (4:28) (В ожидании весны)
4. Endless Summer (4:04) (Бесконечное лето)
5. Cosmos (6:06) (Космос)
6. Rhapsody In E (6:03) (Рапсодия в Ми-мажоре)
7. Hyper Hyper (5:00) (Гипер Гипер)
8. Raving In Mexico (6:05) (Отрываясь в Мехико)
9. Beautiful Vibes (5:13) (Прекрасный дух)
10. Friends (5:10) (Друзья)
11. Faster Harder Scooter (5:06) (Быстрей Тяжелей Скутер)

…And The Beat Goes On! (Vinyl Version)
- A1. Different Reality
- A2. Move Your Ass
- A3. Waiting For Spring — full instrumental
- B1. Endless Summer
- B2. Cosmos — full instrumental
- B3. Rhapsody In E
- C1. Hyper Hyper
- C2. Raving In Mexico — full instrumental
- D1. Beautiful Vibes
- D2. Friends
- D3. Faster Harder Scooter
- all tracks unmixed. all without crowd noise except A2, B1, C1, D3

## Награды и места в чартах
«…and the beat goes on!» получил 2 золотых и 2 платиновых записи, а также попал в число 50 лучших в хит-парадах 5 стран.
- Венгрия —  Платина,  Золото
- Ирландия —  Платина,  Золото
- Великобритания — 130
- Норвегия — 18
- Германия — 25
- Швейцария — 29

## Синглы
В качестве синглов вышли «Hyper Hyper», «Move Your Ass!», «Friends» и «Endless Summer». Также в дополнение к синглам были выпущены и Remix-синглы (кроме «Friends»).
Примечание. В таблице под названием сингла указан номер в каталоге «Edel».
| Название                                             | Трек-лист | Награды |
| ---------------------------------------------------- | --- | --- |
| Hyper Hyper (1994) Art. Nr.: 0060405CLU              | 1. «Hyper Hyper» (05:10) 2. «Unity Without words (Pt.1)» (06:02) 3. «Rapsody in E» (06:10) CD single (2-track) 1. «Hyper Hyper Original version» (5:10) 2. «Faster, Harder, Scooter» (5:12)                                                 | - Германия — , , 2 - Австрия — , 2 - Ирландия — , 3 - Испания — 1 - Швейцария — 3 - Ирландия — 3 - Италия — 5 - Нидерланды — 7 - Норвегия — 10 - Швеция — 26 - Франция — 28 - Израиль — 33   |
| Hyper Hyper — Remixes (1995) Art. Nr.: 0060735CLU    | 1. «Faster, Harder, Scooter» (05:15) 2. «On A Spanish Fly Tip» (05:12) 3. «Orginal Version» (05:13) 4. «Video Edit» (03:37) 5. «Rhapsody In E» (06:08)                                                                                      | |
| Move Your Ass! (1995) Art. Nr.: 0060905CLU           | 1) «Move Your Ass! (Video Edit)» (03:55) 2) «Move Your Ass!» (03:25) 3) «Back In Time» (07:04) CD single (2-track) 1. «Move Your Ass!(Video Edit)» (3:55) 2. «Move Your Ass!» (5:50)                                                        | - Германия — , 3 - Австралия — 2 - Австрия — 3 - Швейцария — 3 - Италия — 5 - Нидерланды — 5 - Норвегия — 6 - Ирландия — 7 - Швеция — 10 - Франция — 11 - Великобритания — 23 - Израиль — 31 |
| Move Your Ass! — Remixes (1995) Art. Nr.: 0061055CLU | 1. «Ultra-Sonic Remix» (07:15) 2. «Mandala Remix» (06:23) 3. «Para-Dizer Remix» (03:22) 4. «Alien Factory Remix» (05:30) 5. «Mega`Lo Mania — Acid Mania Mix» (05:48) 6. «Men Behind Remix» (05:56) 7. «Matiz Remix» (05:26)                 | |
| Friends (1995) Art. Nr.: 0061235CLU                  | 1. «Friends» (04:40) 2. «Friends (Single Edit)» (03:47) 3. «Friends (Ramon Zenker Club Mix)» (05:32) 4. «Friends (Jeyenne Mix)» (04:30) CD single (2-track) 1. «Friends (Single edit)» (3:47) 2. «Friends (Ramon Zenker Club Remix)» (5:32) | - Германия — , 3 - Ирландия — 6 - Израиль — 7 - Австрия — 15 - Швейцария — 15 - Италия — 23 - Нидерланды — 38                                                                                |
| Endless Summer (1995) Art. Nr.: 0061425CLU           | 1. «Endless Summer (Maxi Version)» (05:14) 2. «Endless Summer (Radio Edit)» (03:55) 3. «Across The Sky» (05:44) CD single (2-track) 1. «Endless Summer (Radio edit)» (3:55) 2. «Across The Sky» (5:44)                                      | - Германия — , 5 - Швейцария — 11 - Финляндия — 13 - Австрия — 18 - Италия — 24 - Нидерланды — 36 - Франция — 48                                                                             |
| Endless Summer — Remixes (1995) Art. Nr.: 0061765CLU | 1. «Datura Remix» (04:50) 2. «Microwave Prince Remix» (08:54) 3. «Spanish Version» (05:10) 4. «Datura Instrumental Version» (04:50) | |